# Lepeophtheirus pravipes
Lepeophtheirus pravipes är en kräftdjursart som beskrevs av C. B. Wilson 1912. Lepeophtheirus pravipes ingår i släktet Lepeophtheirus och familjen Caligidae. Inga underarter finns listade i Catalogue of Life.